# Pisco Capel
Pisco Capel o Capel es una marca de pisco chileno cuyo titular es la Cooperativa Agrícola Pisquera Elqui Limitada (CAPEL). La marca se debe al acrónimo de la misma cooperativa. Es la principal marca comercial de la referida cooperativa.
Surgió en 1964, cuando la Sociedad Productores de Elqui, Cooperativa Agrícola Pisquera y Vitivinícola Limitada pasó a llamarse «Cooperativa Agrícola Pisquera Elqui Limitada».